# ヨーロッパ発展のためのブルガリア市民

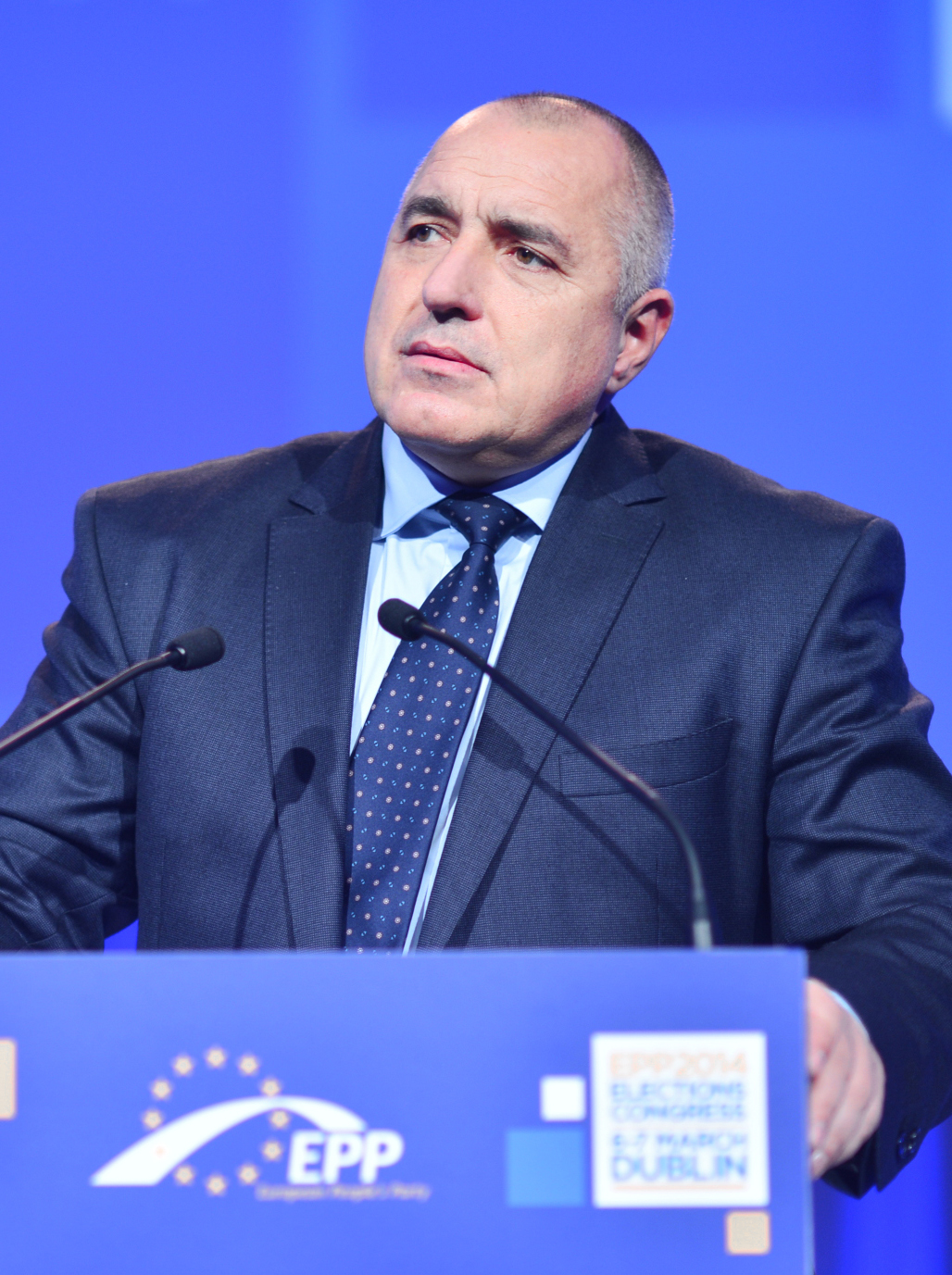
ボイコ・ボリソフ党首

ヨーロッパ発展のためのブルガリア市民（ヨーロッパはってんのためのブルガリアしみん、ブルガリア語:Граждани за европейско развитие на България; ГЕРБ /  Grazhdani za evropeysko razvitie na Balgariya; GERB）は、ブルガリアの中道右派の政党。2006年12月3日に結成された。党首は同国首相やソフィア市長を歴任したボイコ・ボリソフである。

## 党史
2006年の党結成に先立って、同じGERBの名を持った非営利団体が作られ、後に政党へと改組された。
2007年1月、そして2007年2月、GERBは支持率調査で14%程度の支持を集め、25%で首位となったブルガリア社会党に次いで2番目に人気のある政党となった。GERBは、犯罪や汚職と闘うこと、社会の基盤をなす家庭を守ること、そしてエネルギー源の自立を優先課題としている。
GERBは2007年、ブルガリアでは初となった欧州議会選挙にて勝利を収めた。GERBは投票総数の21.69%に相当する419,301票を集めて、5人の欧州議会議員を欧州議会に送り出すこととなった。GERBの議員らは欧州議会における政党連合・欧州人民党・民主主義グループ（EPP-EB）の欧州人民党に加わった。2007年6月6日、GERBは公式に欧州人民党への加盟を決定した。GERBは、2008年2月7日、公式に欧州人民党に加盟した。
2009年7月5日、国民議会の任期満了に伴って実施された国民議会選挙でGERBは、与党の「ブルガリアのための連合」（ブルガリア社会党を中核とする中道左派政党連合）に大差をつけて第一党（240議席中116議席）となった。しかし、単独過半数を確保するにはいたらなかったので、極右民族政党のアタカ国民連合と閣外協力協定を結び、7月27日に行われた国民議会においてボリソフ首相候補と新内閣組織、閣僚リストを賛成多数で可決承認し、初のGERB内閣が正式に発足した。
以降、GERBは総選挙で勝利と退潮を繰り返し、ボリソフ自身も2021年までに3期、首相（第60・62-63代）を務めている。

## 選挙結果
| 年         | 獲得議席 | 得票数    | 得票率 | 順位 |
| ---------- | -------- | --------- | ------ | ---- |
| 2009年     | 117      | 1,678,583 | 39.72% | 1位  |
| 2013年     | 97       | 1,081,605 | 30.54% | 1位  |
| 2014年     | 84       | 1,072,491 | 32.67% | 1位  |
| 2017年     | 95       | 1,147,292 | 33.54% | 1位  |
| 2021年4月  | 75       | 1,147,292 | 25.80% | 1位  |
| 2021年7月  | 63       | 642,165   | 23.21% | 2位  |
| 2021年11月 | 59       | 596,456   | 22.44% | 2位  |
| 2022年     | 67       | 634,627   | 25.34% | 1位  |
| 2023年     | 69       | 669,361   | 25.42% | 1位  |
| 2024年6月  | 68       | 530,658   | 23.99% | 1位  |
| 2024年10月 | 69       | 642,931   | 25.52% | 1位  |

2021年4月以降は民主勢力同盟(SDS)との連合。